# 미미바이러스
미미바이러스(Mimivirus)는 바이러스의 일종으로, 미미바이러스과에 속한다. 또한, 이것은 세포생리학적으로 관련된 큰 바이러스의 집단을 가리킨다. 구어체로, APMV는 흔히 미미바이러스라고 불리기도 한다. 모방 미생물의 줄임말인 미미바이러스는 바이러스의 큰 크기와 그람 자국의 성질을 반영하여 그렇게 불린다. 또한, 미미바이러스는 다른 바이러스들보다 더 복잡한 유전자를 가지고 있다. 더 큰 바이러스인 판도라바이러스가 설명된 2013년까지 알려진 바이러스 들 중 캡시드 지름이 가장 컸다.

## 역사
APMV는 1992년 마르세유와 리즈의 연구자들이 레지오넬라증을 연구하던 도중에 아메바 아칸타아메바 폴리파가에서 우연히 발견되었다. 이 바이러스는 그람 염색을 통해 관찰되었고, 그람 양성 박테리아로 잘못 생각되었다. 결과적으로 이것은 아메바가 발견된 영국의 브래드퍼드 대학교의 이름을 따 브래드퍼드코커스라고 명명되었다. 2003년에 프랑스 마르세유에 있는 유니버스테 데 라 메디테라네(Université de la Méditerranée)의 연구원들이 미생물을 바이러스로 인식하는 논문을 사이언스지에 발포하였다. 미미바이러스는 그람 염색의 박테리아의 모습을 닮아서 "미생물을 닮았다"는 뜻의 미미바이러스라고 명명되었다. 미미바이러스를 발견한 연구 팀은 나중에 마마바이러스로 불리는 조금 더 큰 바이러스와 그것을 감염시키는 스푸트니크 바이러스도 발견하였다.

## 분류
미미바이러스 국제 바이러스 분류 위원회에 의해 미미바이러스과의 일원으로 바이러스계에 편입되어 볼티모어 분류 체계 I조에 편입되었다. 엄격하게 분류하는 방법은 아니지만 미미바이러스는 핵세포질 대 바이러스(NCLDV)로 알려진 거대 바이러스 그룹에 속하며 모두 분자의 특성과 큰 유전자들을 공유한다. 또한, 미미바이러스 유전자는 대부분의 NCLDV에서 보존도가 높은 그룹의 초기 분립자임이 밝혀졌다.

## 구조
이 미미바이러스는 메가바이러스 칠렌시스, 판도라바이러스, 피토바이러스에 이어서 4번째로 큰 바이러스이다. 미미바이러스의 캡시드 직경은 400 nm 정도이다. 캡시드 표면에서 100 nm 크기의 단백질 필라멘트는 바이러스의 총길이를 600nm까지 키운다. 과학 문헌의 발달은 이러한 수치를 매우 가깝게 제시하는데 전체 길이 또는 캡시드 직경이 실제로 인정되는지 여부에 따라서 바이러스의 총 길이가 400 nm에서 800 nm 사이로 에상된다. 그것의 캡시드는 전자 현미경아래에 육각형으로 나타나기 때문에 캡시드 대칭은 20면체이다. 또한, 외부 바이러스 막을 가지고 있는 것처럼 보이지 않으며, 바이러스가 난세포에 의해 숙주 세포에서 빠져나가지 않는다는 것을 알 수 있다.

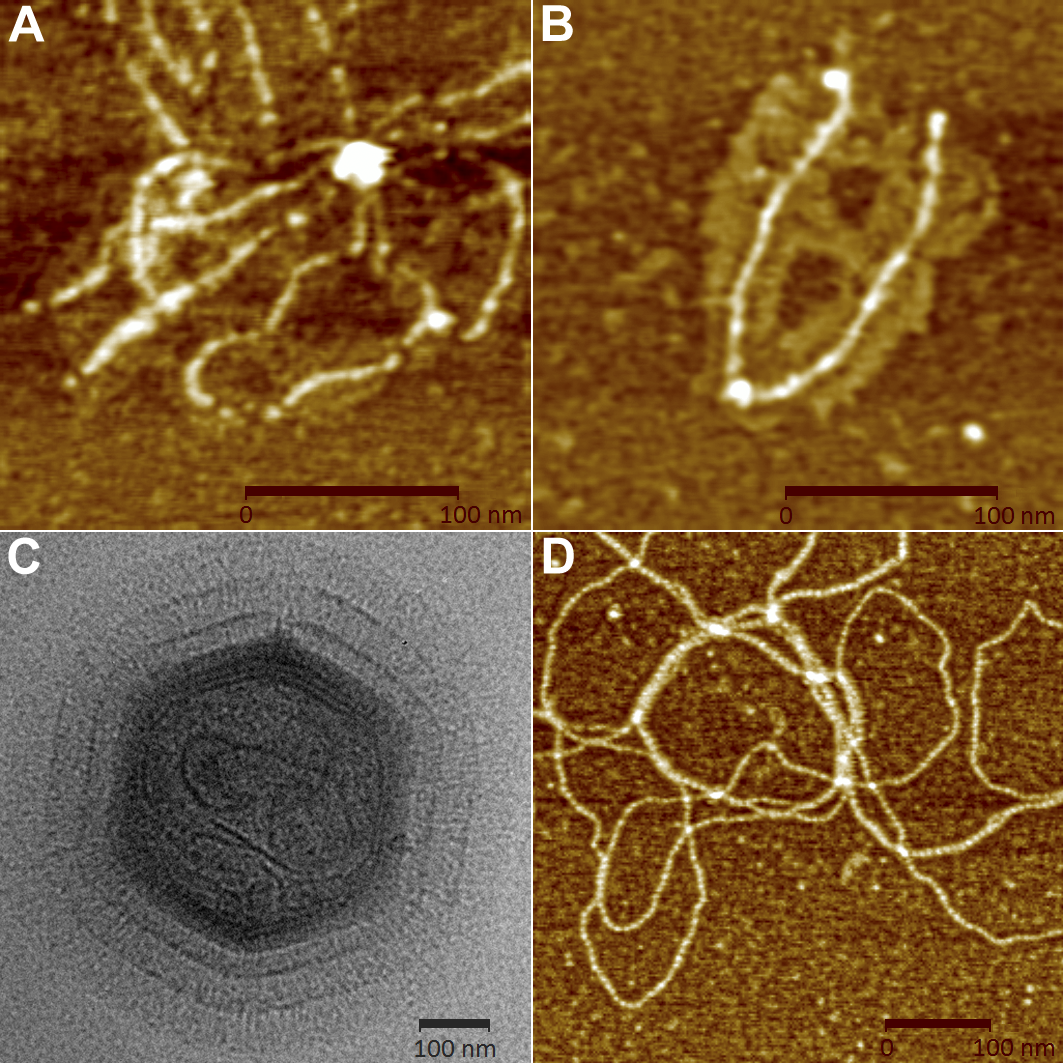
A: 원자 현미경 공통 중심 형상에 부착된 여러 표면의 섬유 이미지
B: 두 표면 섬유에 부착된 미미바이러스의 원자 현미경 이미지
C: 저온 전자 현미경법 브로멜린으로 소화 시킨 후 미미바이러스의 원자 현미경 이미지
D: 미미바이러스 섬유의 원자 현미경 이미지

미미바이러스는 NCLDV 바이러스 그룹의 구성원과 몇 가지의 형태학적 특성들을 공유한다. 비리온의 응축된 중심핵은 전자 현미경에서 어두운 영역으로 나타나며 바이러스의 큰 유전자들은 대부분 이 지역에 서식한다. 중심핵을 둘러싸고 있는 내부의 지질층이 다른 모든 NCLDV 바이러스에도 존재하기 때문에 이 특징 또한 미미바이러스에도 존재할 수 있다. 또한, 정제된 바이러스로부터 여러 mRNA 정보를 복구할 수 있다. 다른 NCLDV와 마찬가지로 DNA 중합효소, 캡시드 단백질, TFII 유사 전사계수의 정보가 발견되었다. 그러나 3개의 구별되는 아미노아실 tRNA 합성 효소 정보와 미미바이러스에 특유한 4개의 알려지지 않은 mRNA 분자도 발견되었다. 미리 포장된 이 정보들은 바이러스의 유전자 발현 없이도 번식이 가능하며 복제에 미미바이러스가 필요할 가능성이 높다. 인간 사이토메갈로 바이러스, 헤르페스 심플렉스 바이러스-1도 미리 포장된 mRNA 기록이 특징이다.

## 같이 보기
- 비세포성 생물